# Перчин Микола Васильович
Микола Васильович Перчин (1 вересня 1912, селище Казанка, тепер Миколаївської області — 15 травня 1979, місто Кривий Ріг Дніпропетровської області) — український радянський діяч, інженер-будівельник, партійний і громадський діяч, діяч місцевого самоврядування, голова виконавчого комітету Криворізької міської ради депутатів трудящих у 1959—1969 роках. Депутат Верховної Ради УРСР 5—6-го скликань.

## Біографія
Народився в селянській родині. Закінчив початкову чотирирічну освіту у церковноприходській школі селища Казанки. Після смерті батька родина Миколи Перчина переїхала в Кривий Ріг і поселилася на Гданцівці. У Кривому Розі Микола Перчин здобув повноцінну початкову освіту.
У 1932 році переїхав у Дніпропетровськ і вступив до Дніпропетровського інженерно-будівельного інституту. У 1937 році, отримавши червоний диплом, Микола Перчин був направлений працювати на Далекий Схід СРСР.
У роки німецько-радянської війни служив у Червоній армії, очолював бригаду саперних військ.
Член ВКП(б) з 1944 року.
У 1945 році, після демобілізації, повернувся до міста Кривий Ріг. Працював головним інженером будівельної контори тресту «Дзержинскруда». Очолював відділ капітального будівництва рудоуправління імені Кірова у Кривому Розі. Керував будівництвом Криворізького міського театру драми та музичної комедії імені Шевченка. Був організатором і першим керівником (до 1959 року) монтажно-будівельного тресту «Криворіжжитлобуд» Дніпропетровської області.
У березні 1959 — 1969 року — голова виконавчого комітету Криворізької міської ради депутатів трудящих Дніпропетровської області.
Потім — на пенсії.

## Нагороди
За трудові досягнення нагороджений орденами Трудового Червоного Прапора, Червоної Зірки, «Знак Пошани».